# Gilia tweedyi
Gilia tweedyi är en blågullsväxtart som beskrevs av Per Axel Rydberg. Gilia tweedyi ingår i släktet gilior, och familjen blågullsväxter. Inga underarter finns listade i Catalogue of Life.